# Sekundäranalyse
Als Sekundäranalyse bezeichnet man in der empirischen Forschung die erneute Analyse von Daten (Primärdaten). Dies kann geschehen, um alte Ergebnisse zu reproduzieren und zu kontrollieren oder um neue Fragestellungen mit vorhandenen Daten (kostengünstig) zu beantworten.
Sekundäranalysen setzen voraus, dass Daten zugänglich sind, was insbesondere durch die Forschungsdateninfrastruktur erreicht wird.